# Davide Santon
Davide Santon [ˈdaːvide sanˈtɔn] (Portomaggiore, provincia de Ferrara, Italia, 2 de enero de 1991) es un exfutbolista italiano. Jugaba de defensa y su último equipo fue la A. S. Roma.

## Trayectoria
Santon comenzó su carrera como futbolista a los 14 años de edad en el equipo juvenil del Ravenna Calcio, en 2005 pasó al equipo juvenil del Inter de Milán, tres años después fue ascendido al primer equipo y su debut oficial se produjo el 21 de enero de 2009 en la victoria de su club por 2-1 sobre la A. S. Roma en los cuartos de final de la Copa Italia 2008-09. El 25 de enero de 2009, hizo su debut en la Serie A con una victoria por 1-0 contra la U. C. Sampdoria.
Su personalidad y versatilidad táctica hicieron que se ganara la confianza del técnico José Mourinho por lo que comenzó a disputar encuentros con más frecuencia. El 31 de enero de 2011, al cierre del mercado de pases, fue cedido en préstamo al A. C. Cesena, como pago por la cesión del japonés Yūto Nagatomo, quien recorrió el camino inverso.
El 30 de agosto de 2011 fue transferido al Newcastle United de Inglaterra con el que firmó un contrato por cinco años. Actualmente regresa en préstamo con derecho de rescate al Inter de Milán. Para la temporada 2015-16 el Inter ejerce su opción de compra por 3,7m€, haciéndose con sus derechos. El 26 de junio de 2018 se anunció su fichaje por la A. S. Roma.
Quedó libre al finalizar la temporada 2021-22 y en el mes de septiembre anunció su retirada con 31 años de edad como consecuencia de los problemas físicos en sus rodillas.

## Selección nacional
Fue internacional con la selección de fútbol de Italia en 8 ocasiones. Debutó el 6 de junio de 2009, en un encuentro amistoso ante la selección de Irlanda del Norte que finalizó con marcador de 3-0 a favor de los italianos. Fue incluido en la plantilla que participó en la Copa FIFA Confederaciones 2009 aunque no llegó a disputar ningún encuentro.

### Participaciones en Copas FIFA Confederaciones
| Copa                      | Sede      | Resultado    |
| ------------------------- | --------- | ------------ |
| Copa Confederaciones 2009 | Sudáfrica | Primera fase |

## Clubes
| Club                   | País       | Año       |
| ---------------------- | ---------- | --------- |
| Inter de Milán         | Italia     | 2008-2011 |
| A. C. Cesena           | Italia     | 2011      |
| Newcastle United F. C. | Inglaterra | 2011-2015 |
| Inter de Milán         | Italia     | 2015-2018 |
| A. S. Roma             | Italia     | 2018-2022 |

## Palmarés

### Campeonatos nacionales
| Título              | Club           | País   | Año     |
| ------------------- | -------------- | ------ | ------- |
| Supercopa de Italia | Inter de Milán | Italia | 2008    |
| Serie A             | Inter de Milán | Italia | 2008-09 |
| Serie A             | Inter de Milán | Italia | 2009-10 |
| Copa Italia         | Inter de Milán | Italia | 2009-10 |
| Supercopa de Italia | Inter de Milán | Italia | 2010    |

### Títulos internacionales
| Título                             | Club           | País                   | Año     |
| ---------------------------------- | -------------- | ---------------------- | ------- |
| Liga de Campeones de la UEFA       | Inter de Milán | España                 | 2009-10 |
| Copa Mundial de Clubes             | Inter de Milán | Emiratos Árabes Unidos | 2010    |
| Liga Europa Conferencia de la UEFA | A. S. Roma     | Albania                | 2021-22 |